# Leon Zeitlin
Leon Zeitlin (geboren 23. Februar 1876 in Memel; gestorben 22. Juni 1967 in London) war ein deutscher Nationalökonom und Politiker (DDP, DStP).

## Leben und Beruf
Zeitlin wurde in eine jüdische Familie geboren. Er studierte nach dem Abitur Nationalökonomie an der Universität Leipzig und wurde Mitglied der Korporationen Alsatia Leipzig und Brandenburgia Berlin im Burschenbunds-Convent. 1902 wurde er in Leipzig zum Dr. phil. promoviert.
Er arbeitete zunächst als Syndikus. Später war er Konsul für die Vereinigten Staaten, zuletzt in Frankfurt am Main. Seit 1907 wirkte er als Leiter von wirtschaftlichen Verbänden in Berlin. Daneben war er Präsidialmitglied des Hansabundes sowie Vorstandsmitglied des Reichsverbandes des Deutschen Groß- und Überseehandels. Von 1920 bis 1932 war er Mitglied des Vorläufigen Reichswirtschaftsrates. Neben seiner beruflichen Tätigkeit wirkte er als Schriftsteller. Er war Mitglied des P.E.N. und der Deutschen Gesellschaft 1914.
1935 nach London emigriert, war Zeitlin dort als freier Mitarbeiter für verschiedene Zeitungen tätig. 1939 wurden ihm die deutsche Staatsbürgerschaft und sein Doktortitel aberkannt. Von 1941 bis 1952 fungierte er als Berater des britischen Institute of Export.

## Politik
Zeitlin war Mitglied der Deutschen Demokratischen Partei, aus der 1930 die Deutsche Staatspartei hervorging. In beiden Parteien war er Mitglied des Vorstandes. Von 1928 bis 1932 saß er im Preußischen Landtag.

## Schriften (Auswahl)

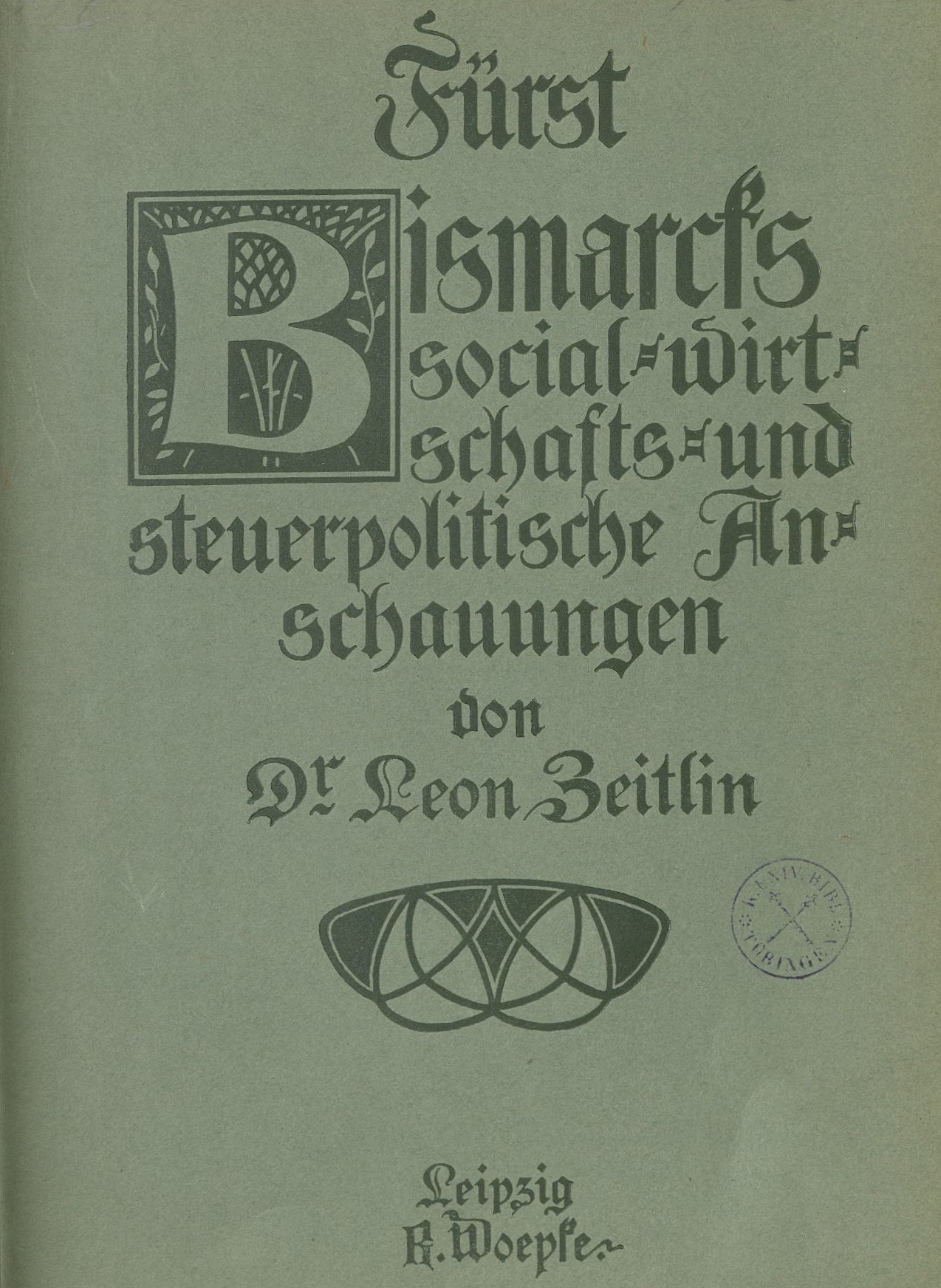
Bismarck (1902)

- Fürst Bismarcks social-, wirtschafts- und steuerpolitische Anschauungen : Darstellung und Kritik.  Leipzig : Wöpke, 1902
- Der Staat als Schuldner : fünf Volkshochschulvorträge; mit einer Tabellen-Beilage.  Tübingen : Laupp, 1906
- Die wirtschaftspolitische Interessenvertretung des deutschen Großhandels. Berlin : Hobbing, 1919